# Martin Roos

Martin Roos (n. 17 octombrie 1942, Satchinez, județul Timiș) este un cleric romano-catolic de etnie germană, care a îndeplinit funcția de episcop al Diecezei de Timișoara în perioada 1999-2018. De asemenea, a fost administrator apostolic al Diecezei de Becicherecul Mare (Serbia) din 6 martie 2020 până în 25 august 2020.

## Emigrant în Germania
Martin Roos s-a născut la data de 17 octombrie 1942 în localitatea Satchinez (germ. Knees, jud. Timiș). A fost botezat la 25 octombrie 1942 în satul natal de către pr. Franz Amschlinger și a primit prima comuniune la 16 septembrie 1956 în aceeași localitate de la pr. Konrad Kernweisz, ordinarius-substitutus de Timișoara. 
Părinții săi erau etnici germani care proveneau din localitatea Sânpetru German și Szeged. Numele lor fusese maghiarizat, fiind ortografiat Roosz. Tatăl său era fermier și fiind de etnie germană, a fost încorporat în Armata Germană în anul 1943. Mama sa a locuit la Satchinez împreună cu rudele sale până în anul 1945. În ianuarie 1945, împreună cu alte femei și bărbați de etnie germană a fost victimă a deportărilor în Rusia, unde a fost forțată să muncească într-o mină de cărbune. După cinci ani petrecuți în Rusia, a revenit în țară abia în anul 1950. În această perioadă, tânărul Martin a fost crescut de către bunici în Satchinez. 
La sfârșitul celui de-al Doilea Război Mondial, în anul 1945, Martin Roos Sr. a fost luat ca prizonier de război și internat într-un lagăr de prizonieri din Anglia. El nu s-a mai întors niciodată în România, temându-se că va fi arestat. După ce a fost eliberat din închisoare, a plecat în Germania unde a lucrat la o fermă. În anul 1952 Martin Sr. a plecat în Canada la rudele sale de acolo. 
Între timp, tânărul Martin Roos a absolvit școala elementară în localitatea natală. Între anii 1957-1961 a fost elev la Școala de Cantori din Alba Iulia. Studiile teologice le începe în anul 1961 la Institutul Teologic romano-catolic din Alba Iulia. 
Plecarea sa din România a avut loc înainte să împlinească vârsta de 20 de ani. Tatăl său locuia pe atunci în Canada. Timp de 11 ani a așteptat să obțină un pașaport cu care să poată pleca, împreună cu mama sa, în Germania, la restul familiei sale. Între timp, începuse deja studiul teologic la Alba Iulia, dar într-o zi a primit o telegramă: sosise pașaportul. Au plecat cât de repede s-a putut, mai întâi în Canada, unde a stat doar câteva luni.
Necunoscând limba engleză și fiindu-i greu să se adapteze iernilor reci din Canada, tânărul Martin a decis să-și finalizeze studiile în Germania. A revenit apoi în Germania în octombrie 1962, unde a continuat imediat studiul teologic. Din anul 1962 și până în anul 1969 studiază la Facultatea de Filozofie-Teologie din Königstein im Taunus (Germania). Părinții lui au revenit și ei în Germania în anul 1967. 
La 3 iulie 1971, prin episcopul Dr.h.c. Carl Joseph Leiprecht este hirotonit preot pentru Dieceza de Rottenburg-Stuttgart. Pr. Martin Roos activează apoi ca preot la diferite parohii romano-catolice din Germania: preot-vicar în parohia Stuttgart-Obertürkheim (1971-1973); administrator parohial în Stimpfach (1973-1974) și preot-paroh în Stimpfach (1974-1990). 
În anul 1987 este ales ca vicepreședinte al Institutului de Istorie a Culturii și Bisericii pentru Șvabii Dunăreni. În anul 1988 devine președintele Asociației Preoților "Sf. Gerard" (Priesterwerk St. Gerhard). În anul 1989 este ales purtatorul de cuvânt al Șvabilor Dunăreni, precum și consilier spiritual al Asociației Catolicilor Germani din sud-estul Europei. Totodată este redactor șef al publicației "Quartalbrief" și "Gerhardsbote" din Germania.

## Reîntoarcerea în România
După schimbările din România din decembrie 1989, a fost ales ca episcop de Timișoara Monseniorul Sebastian Kräuter în anul 1990. El a cerut asistență pastorală dn Germania pentru restabilirea Bisericii Romano-Catolice din Banat. Cu îngăduința episcopului de Rottenburg-Stuttgart, Dr. Walter Kasper, pr. Martin Roos din Stimpfach se reîntoarce în Dieceza de Timișoara. La 20 iulie 1990, Excelența Sa Sebastian Kräuter, episcop de Timișoara îl numește director al cancelariei episcopale. În anul 1991 primește titlul de Monsignore, apoi în anul 1992 devine canonic onorific al Catedralei Episcopale. Din anul 1993 este pro-vicar episcopal. 
PS Martin Roos explică într-un interviu din anul 2005 motivele revenirii sale în România: "Am făcut aceasta din dorința de a sluji în locurile mele natale, în Dieceza de unde am plecat. Aici e casa mea și toți anii petrecuți în Germania au fost sub semnul provizoratului. Tot timpul știam că acolo mă pregăteam să devin preot pentru ca odată să slujesc aici. Așteptam mereu momentul să pot reveni. Este adevărat că, în timpul șederii mele în Germania, am revenit periodic la bunicii din România, dar am simțit mereu că locul meu este cu adevărat aici și nu acolo. Nu am regretat nici o clipă până acum revenirea în țară. Chiar dacă, o afirm cu toată tăria, totul este mai dificil comparativ cu viața din Germania. Dar în tot greul găsesc că este și o provocare: să faci față dificultăților și să-ți îndeplinești misiunea." 

## Episcop romano-catolic de Timișoara
La 24 iunie 1999 Papa Ioan Paul al II-lea l-a numit pe Martin Roos în funcția de episcop diecezan de Timișoara. A fost consacrat episcop la 28 august 1999 de către nunțiul apostolic în România, arhiepiscopul Jean-Claude Périsset, asistat de episcopul Endre Gyulay al Diecezei de Szeged-Csanád (Ungaria) și de episcopul-auxiliar Johannes Kreidler al Diecezei de Rottenburg-Stuttgart (Germania). 
Prin numirea, în anul 1999, a lui Martin Roos în funcția de episcop, Dieceza de Timișoara a cunoscut o înnoire. Meritele actualului ierarh catolic se reflectă în noile modalitățile de organizare administrativă, dar și în strategia de activități adoptată. Devenit episcop în vara anului 1999, Martin Roos a căutat cele mai eficiente modalități de reorganizare a Diecezei romano-catolice de Timișoara, care are un specific aparte. În cele 400 de comunități bisericești din 72 de parohii activează 90 de preoți, iar credincioșii catolici sunt de etnii diferite: maghiari, germani, români, bulgari, croați, cehi și slovaci. 
La sfârșitul anului 2000, Dieceza romano-catolică de Timișoara a fost reorganizată din punct de vedere administrativ, după modelul vechilor structuri, în trei arhidiaconate: de Mureș, de Timiș și al Banatului Montan, cu opt decanate. La nivel central s-au înființat Centrul Diecezan de Tineret, Centrul Catehetic Diecezan, Oficiul pentru Patrimoniu și s-a reactualizat Capitulul Catedral, singurul activ din țară. Cea mai urgentă și importantă acțiune a vizat formarea permanentă a clerului prin cursuri și practică directă pentru preoți în cadrul așa-numitelor "Săptămâni de Sabbat". În fiecare an, în decurs de o săptămână petrecută în Centrul Diecezan, preoții se reciclează pe linia studiilor teologice, se familiarizează cu activitățile administrative și au contacte directe cu episcopul și personalul administrativ, ceea ce permite cunoaștere reciprocă, schimbul de opinii și experiență. 
Martin Roos a avut inițiativa elaborării unui program de vizite canonice pe o durată de cinci ani, pentru a cunoaște direct realitățile existente în parohii și filialele acestora. Vizitele pastorale au un specific aparte, în sensul că, timp de o săptămână, episcopul diecezan stă în câte o parohie, unde are întâlniri cu autoritățile locale, cu reprezentanți ai cultelor, conducători de instituții. Însă cele mai importante contacte sunt cele cu preoții și credincioșii, precum și vizitele acasă la bătrâni și bolnavi. 
Promovarea comuniunii spirituale a fost dezvoltată în ultimii ani prin pelerinajele organizate la lăcașurile de cult de referință, adevărate simboluri pentru Dieceză: Catedrala Episcopală, Basilica Maria Radna, bisericile Maria Ciclova și cea din Cenad. Deși numărul pelerinilor este mai mic decât în anii anteriori (în 2002, la pelerinajele diecezane au participat circa 12 000 de credincioși), comunitățile catolice de diferite etnii din Banat își mențin tradițiile seculare. Inițiativa renașterii acestor pelerinaje a avut-o episcopul Martin Roos în anul 2000 - "An jubiliar" -, când toate decanatele Diecezei romano-catolice de Timișoara au avut programate deplasări la toate străvechile locuri de pelerinaj.

## Alte realizări ale episcopului Martin Roos
Dieceza romano-catolică de Timișoara își desfășoară activitățile sociale și caritative prin intermediul Federației "Caritas", constituită din cele opt asociații omonime din Arad, Lipova, Reșița, Caransebeș, Lugoj, Orșova, Ciacova și Timișoara. În ultimii ani, acțiunile sociale s-au concretizat în diferite proiecte, demne de menționat fiind cele 12 centre de îngrijire medicală, case de copii de tip familial, cantine sociale pentru bătrâni și familii defavorizate, Azilul de bătrâni de la Ciacova, Azilul de noapte pentru persoane fără adăpost din Timișoara, cantine sociale pentru copii, staționar de zi pentru copii cu handicap. Alături de asociațiile "Caritas", în activități sociale, dar și educative sau pedagogice, sunt prezente 11 ordine de călugărițe (cele mai cunoscute sunt Surorile Notre Dame și Franciscane) și patru de călugări. De remarcat că implicarea socială și caritativă diecezană nu ține cont de etnie sau de religie, proiectele derulate fiind deschise tuturor celor aflați în nevoie. 
Pe lângă audiențele comune și individuale la Papa Ioan Paul al II-lea, legăturile cu Vaticanul ale episcopului romano-catolic de Timișoara se mențin și prin vizite și întâlniri cu înalți prelați. Așa, spre exemplu, Nunțiul Apostolic din România, Monseniorul Jean-Claude Périsset, a fost prezent la Timișoara și la Radna cu ocazia consacrării episcopului Martin Roos, apoi în anul 2000, cu ocazia Sfintelor Paști a vizitat Dieceza și câteva parohii. Cardinalul Walter Kasper, președintele Consiliului Pontifical pentru promovarea unității între creștini, s-a arătat interesat de situația și inițiativele ecumenice din România, exprimându-și dorința de a vizita Dieceza romano-catolică de Timișoara în toamna anului în curs. 

## Distincții
A fost decorat în februarie 2004 cu Ordinul Meritul Cultural în grad de Mare Ofițer, Categoria G - „Cultele”, „în semn de apreciere deosebită pentru activitatea susținută în domeniul cultelor, pentru spiritul ecumenic și civic dovedit și pentru contribuția avută la întărirea legăturilor interconfesionale, de bună și pașnică conviețuire între toți oamenii”.

## Scrieri
- Maria-Radna. Ein Wallfahrtsort im Südosten Europas, vol. I.: Regensburg 1998, vol. II.: Regensburg 2004;
- Die Kathedrale zum Heiligen Georg zu Temeswar, 2 vol., Temeswar 2021.

## Alte referințe
- Episcopul nostru, Excelența Sa Msgr. Martin Roos Arhivat în 28 septembrie 2007, la Wayback Machine.
- Ziarul - 18 mai 2006, Un episcop de Timișoara, apropiat al papei Benedict al XVI-lea